# Kawanishi H8K
El Kawanishi H8K ((二式飛行艇, Nishiki Hikōtei en idioma japonés), denominado en código aliado como Emily fue un hidrocanoa cuatrimotor, considerado el mejor de los hidroaviones de largo alcance fabricados por los japoneses en la Segunda Guerra Mundial.

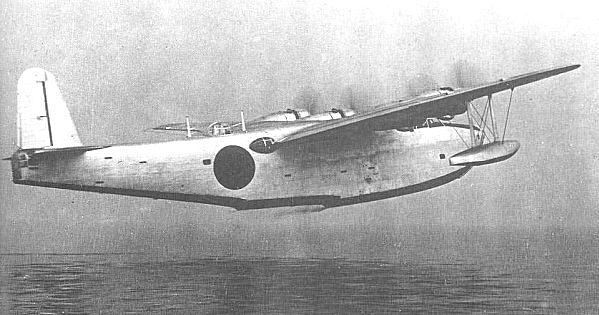
Un prototipo (N.º 2) del Kawanishi H8K1 despegando.

## Diseño y construcción
El Kawanishi H8K fue concebido como un hidrocanoa, poseía cuatro motores montados en alas tipo cantilever, una envergadura de 38 m con una presencia imponente, estaba construido enteramente en metal y carecía de bastidores en las alas. 
Poseía un solo timón vertical en la cola y la cabina de mando estaba justo delante de la unión de la caja de alas. Se le podían adicionar montajes de ruedas en la cola y bajo las alas para hacerlo rodar fuera del agua.
Poseía capacidad autosellante en sus tanques de combustible y un sistema de autoextinción de incendios a base de dióxido de carbono en el tanque de combustible. Se le dotó de blindaje en las partes vitales, lo que lo hacía difícil de derribar.
Estaba considerado como fuertemente artillado con 5 ametralladoras Tipo 92 de 7,70 mm y 5 
cañones automáticos Tipo 99 de 20 mm, podía transportar una carga convencional de bombas de 2.000 kg (8 x 500 kg). Era capaz de transportar dos torpedos de 530 mm (800 kg) en soportes bajo las alas.
Su tripulación era de 10-12 hombres y en las versiones H8K2-L y H8K3 de transporte militar podía transportar 64 soldados totalmente pertrechados o 29 pasajeros (militares de alto rango).
La versión 8HK2 estaba equipada con radar ASV (detección antisubmarina o Air to Surface Vessels) tipo Mark VI modelo 1, cuyas antenas sobresalían de la nariz de la aeronave.
Tenía un peso de 24,5 t al despegar con peso completo y era impulsado por cuatro motores Mitsubishi MK4A radiales de 14 cilindros, refrigerados por aire y con 1.530 CV de potencia. Podía desarrollar una velocidad máxima de 465 km/h y alcanzar como máximo los 9.000 m de techo.

## Historial operativo
El proyecto del H8K comenzó en las factorías Kawanishi en 1938 a requerimiento de la Armada Imperial Japonesa al mismo tiempo que se entregaba en producción el Kawanishi H6K (Mavis). 
La Armada Imperial Japonesa requirió un hidrocanoa de mayores dimensiones y prestaciones en labores de patrulla y reconocimiento de largo alcance, que superara las especificaciones del hidrocanoa británico Short Sunderland. Se fabricaron 3 prototipos que se denominaron H8K1 tipo 1.
El primer prototipo Kawanishi H8K1 voló con éxito el 31 de diciembre de 1941, aunque demostró un pésimo comportamiento hidrodinámico en el agua. 
Tras las necesarias correcciones en su casco, que consistieron en profundización de la quilla y arreglos en las líneas del cepillado de proa, esto fue superado y fue aprobado por la Armada.
Entró en servicio a comienzos del año 1942, dando muy buenos resultados sobre todo por su gran capacidad defensiva.
Después de efectuado el primer ataque a Pearl Harbor, y en vista de que algunos objetivos importantes quedaron intactos en esa operación, el Alto mando japonés aprobó una incursión inicial con cinco Kawanishi H8K1 denominada Operación K (4-5 de marzo de 1942); pero solo estaban disponibles dos, de todos modos se aprobó la operación. Si se tenía éxito en esta incursión, se proyectarían más ataques del mismo tipo.
Los dos aviones H8K1, piloteados por el teniente Hisao Hashizume en el primer avión y el alférez Shosuke Sasao en el segundo, fueron enviados a la base del atolón de Wotje, en las Islas Marshall de donde despegaron para volar una distancia de casi 3.000 km hacia el Atolón de la Fragata francesa. Llegados al lugar repostaron combustible desde un submarino y despegaron rumbo a Oahu, distante a casi 900 km.
Al llegar a Oahu en las islas Hawái, el submarino I-23, que debía informar las condiciones meteorológicas, desapareció sin dejar rastro el 14 de febrero. La nubosidad entorpeció el campo visual de los objetivos y el ataque resultó ineficaz, salvo bombardear la ladera sur del monte Tantalus.
Otras de las actuaciones de los H8K2 Emily dotados de radar Mark VI, fue el hundimiento de tres submarinos estadounidenses en las aguas de Filipinas en el periodo final de la contienda.

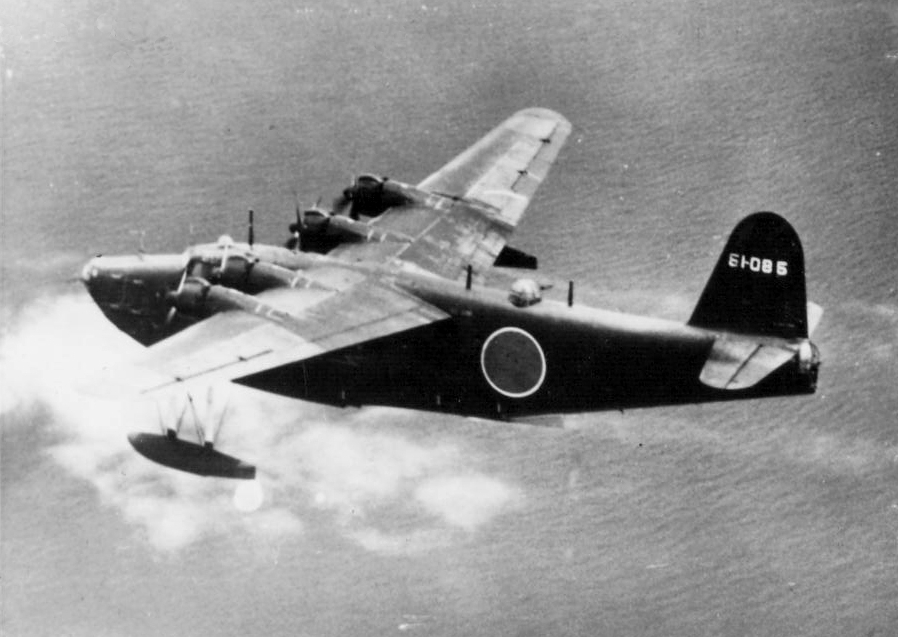
Un Kawanishi H8K2 antes de ser derribado el 2 de julio de 1944.

Los Kawanishi H8K sirvieron en los grupos aéreos (Kokutais):  N.º 14;  801; 851; 1001; 1021; y en  Takuma, Toko, Yokohama y base de Yokosuka. 
Se construyeron 175 ejemplares y tan sólo cuatro sobrevivieron a la guerra. Uno de ellos se exhibe en Kanoya, Japón.

## Variantes
H8K1
Designación de los tres prototipos y 14 primeros aparatos de serie, todos con motores MK4A; los últimos ejemplares de serie tenían motores MK4B de la misma potencia
H8K1-L
Redesignación del primer prototipo después de su conversión como transporte, propulsado por motores MK4Q de mayor potencia y fiabilidad.
H8K2
Principal versión de serie, con motores MK4Q, más armamento, depósitos de combustible totalmente protegidos y radar ASV; 112 construidos como Hidrocanoa de la Armada Tipo 2 Modelo 12.
H8K2-L
Transporte de serie desarrollado del H8K1-L; capacidad para 29/64 pasajeros y armamento reducido; designados oficialmente como Hidrocanoa de Transporte de la Armada Tipo 2 Seiku (Cielo despejado) Modelo 32; 36 construidos en total.
H8K3
Designación de dos prototipos con flotadores de compensación de borde marginal retráctiles y una torreta dorsal también retráctil; en lo demás semejante al H8K2 estándar, pero no fabricado en serie.
H8K4, Modelo 23
Redesignación de los prototipos H8K3 tras la instalación de motores Mitsubishi MK4T-B Kasei 25b de 1825 cv; no fue producido en serie.
- Producción total (todas las versiones): 175 ejemplares

## Especificaciones

### Características generales
- Tripulación: 10
- Longitud: 28,15 m (92 Ft 4 in)
- Envergadura: 38 m (126 Ft)
- Altura: 9,15 m (30 Ft 2 in)
- Superficie alar: 160 m² (17 721 sq ft)
- Peso vacío: 18 300 kg 
 24 500 kg cargado
- Peso máximo al despegue: 32 500 kg (71 500 Lb)
- Planta motriz: 4× Mitsubishi Kasei MK4A Tipo 22, radiales de 14 cilindros en doble hilera.
  - Potencia: 1380 kW  (1850 hp) cada uno.

### Rendimiento
- Velocidad máxima operativa (Vno): 465 km/h (290 Mph)
- Velocidad crucero (Vc): 380 km/h
- Alcance: 7150 km sin repostar
- Radio de acción: km
- Alcance en combate: km
- Alcance en ferry: km
- Techo de vuelo: 8760 m (28 740 Ft)

### Armamento
- Ametralladoras: 

  - 5x ametralladoras Tipo 92 de 7,70 mm

- Cañones: 

  - 5x cañones automáticos Tipo 99 20 mm
- Bombas: 

  - 2x de 800 kg
- Otros: 

  - 2x torpedos de 530 mm y 800 kg

## Listas relacionadas

### Aeronaves similares
- Blohm & Voss BV 222
- Boeing 314 Clipper
- Consolidated  PB2Y Coronado
- Martin PBM Mariner
- Short Sunderland

### Listas relacionadas
- Anexo:Hidroaviones y aviones anfibios